# Campeonato Gaúcho de Futebol Americano de 2012
O Campeonato Gaúcho de Futebol Americano 2012 foi 4ª edição do campeonato de futebol americano do Rio Grande do Sul, tendo sido a primeira edição fullpads da categoria.
O Estado do Rio Grande do Sul conta com quatro equipes na modalidade, porém, apenas duas disputam o torneio, tendo em vista que o Porto Alegre Bulls está impedido de disputar o torneio por estar filiado ao Torneio Touchdown, e o Santa Cruz do Sul Chacais desistiu do certame. Assim, Porto Alegre Pumpkins e Santa Maria Soldiers fizeram a disputa pelo campeonato estadual em duas partidas, terminando com o tricampeonato da equipe da Capital.

## Equipes de 2012
- Santa Maria Soldiers

- Porto Alegre Pumpkins

| 1º | Porto Alegre Pumpkins | 1 | 1 | 0 | 34 | 33 |
| 2º | Santa Maria Soldiers  | 1 | 1 | 0 | 33 | 34 |

## Partidas
Jogo de Ida
| 13 de maio | Santa Maria Soldiers                                                                                            | 20 – 14 | Porto Alegre Pumpkins                                                                                 | Estádio da UFSM, Santa Maria |
| 16:00      | 15#Douglas TD - 6pts. 59#L. Maurer TD - 6pts. 15#Douglas EP - 1pt. 59#L. Maurer TD - 6pts. 15#Douglas EP - 1pt. |         | 89#L. Fontoura TD - 6pts. 89#L. Fontoura EP - 1pt. 89#L. Fontoura TD - 6pts. 89#L. Fontoura EP - 1pt. |                              |

Jogo de Volta
| 24 de Junho 14:00 (UTC-3) | Porto Alegre Pumpkins                                                                                               | 20 – 13 | Santa Maria Soldiers                                      | Estádio da Unisinos, São Leopoldo |
|                           | 88#L. Fontoura TD - 6pts. 23#Tiago TD - 6pts. 88#L. Fontoura EP - 1pt. 23#Tiago TD - 6pts. 88#L. Fontoura EP - 1pt. |         | 82# TD - 6pts. 15#Douglas TD - 6pts. 15#Douglas EP - 1pt. |                                   |

## Campeão
| Campeão Gaúcho 2012 Gaúcho Bowl III e Gaúcho Bowl IV |
| ---------------------------------------------------- |
| Porto Alegre Pumpkins Tricampeão                     |

## Classificação final
| Equipes | Equipes               | (Vitórias-Derrotas-Empates) | (Vitórias-Derrotas-Empates) |
| ------- | --------------------- | --------------------------- | --------------------------- |
| 1       | Porto Alegre Pumpkins | (1-1-0)                     |                             |
| 2       | Santa Maria Soldiers  | (1-1-0)                     |                             |